# Jean-Martin Folz
Jean-Martin Folz (* 11. Januar 1947 in Strasbourg) ist ein französischer Manager. Er war Vorstandsvorsitzender von Groupe PSA (abgekürzt für Peugeot Société Anonyme, Frankreichs größtem Autohersteller) von 1997 bis 2007.

## Leben
Jean-Martin Folz ist der Sohn des großen mittelalterlichen Historiker Robert Folz. Nach dem Lycée Sainte-Geneviève trat er 1966 in die École polytechnique ein und wurde später Ingenieur des Corps des Mines.